# Tōkei-ji
Tōkei-ji (東慶寺) è un tempio buddista nella città di Kamakura, prefettura di Kanagawa, Giappone. Viene solitamente ricordato come uno storico rifugio per le donne maltrattate dai mariti.

## Storia
Il tempio fu fondato nel 1285. In un'era in cui gli uomini potevano facilmente divorziare dalle mogli ma esse non potevano fare altrettanto, il tempio di Toke-ji permetteva alle donne che vi restavano per almeno tre anni di risultare ufficialmente divorziate.
Il tempio finì di essere un santuario agli inizi del periodo Meiji.
Tenshū-ni, l'unica figlia sopravvissuta di Toyotomi Hideyori, entrò a Tōkei-ji in seguito all'assedio di Osaka.

## Accesso
- JR East, ■ Linea Yokosuka, Stazione di Kita-Kamakura(3 minuti a piedi)